# Deva Premal
Deva Premal (Norimberga, 1970) è una cantante tedesca new age.
I suoi dischi, spesso realizzati in collaborazione con il marito Miten, sono composti da mantra Hindu cantati con accompagnamento musicale contemporaneo.

## Discografia
- The Essence (1998)
- Love Is Space (2000)
- Embrace (2002)
- Songs for the inner lover (con Miten) (2003)
- Dakshina (2005)
- The Moola Mantra (2007)
- Soul in wonder (con Miten) (2007)
- Into Silence (2008)
- The Yoga of Sacred Song and Chant (con Miten & Manose) (2009)
- Mantras For Precarious Times (2009)
- In Concert (con Miten & Manose) (2009)
- Password (con Miten & Manose) (2011)
- 21-Day Mantra Meditation Journey (con Miten) (2013)
- A Deeper Light (con Miten & Manose) (2013)
- MantraLove (con Miten) (2013)
- Mantras for Life (con Miten & Manose) (2014)
- The Spirit of Mantra (21-Day Mantra Meditation Journey vol II) (con Miten) (2014)
- Songs for the Sangha (con Miten & Manose) (2015)